# Shahrestān di Arzuiyeh
Lo shahrestān di Arzuiyeh (farsi شهرستان ارزوئیه) è uno dei 23 shahrestān della provincia di Kerman, il capoluogo è Arzu'iyeh. Lo shahrestān è suddiviso in 2 circoscrizioni (bakhsh): 
- Centrale (بخش مرکزی)
- Soghan (بخش صوغان)